# Orthomorpha herpusa
Orthomorpha herpusa är en mångfotingart som beskrevs av Carl Graf Attems 1898. Orthomorpha herpusa ingår i släktet Orthomorpha och familjen orangeridubbelfotingar. Inga underarter finns listade i Catalogue of Life.